# Гаранин, Иван Иванович
Иван Иванович Гаранин (1 августа 1945, Рудный, Кустанайская область, Казахская ССР, СССР) — советский лыжник, призёр Олимпийских игр и чемпионата мира, заслуженный мастер спорта СССР (1976).

## Карьера
На Олимпийских играх 1972 года в Саппоро, был 17-м в гонке на 50 км.
На Олимпийских играх 1976 года в Инсбруке, завоевал две бронзовые медали, в гонке на 30 км и эстафете, а также ещё дважды останавливался в шаге от пьедестала, заняв 4-е места в гонках на 15 км и 50 км.
Именно благодаря Гаранину сборная СССР завоевала на тех Олимпийских играх бронзу в эстафете. События развивались очень драматично - у Евгения Беляева, бежавшего на первом этапе и уверенно лидировавшего, неожиданного сломался пластиковый носок лыжного ботинка. Найти запасной ботинок на трассе оказалось крайне сложно, так как у Беляева был 45-й размер. Он натянул на ногу ботинок меньшего размера и кое-как добрался до финиша, оставшись далеко позади лидеров. Выступавший вторым 22-летний Николай Бажуков сделал невозможное и вывел сборную СССР на второе место. На третьем этапе выступал Сергей Савельев, одержавший победу в гонке на 30 км. Однако тренерский штаб не решился перемазать его лыжи, хотя погодные условия существенно изменились. В результате Савельев пришёл только шестым. Пока он был на трассе, Иван Гаранин на свой страх и риск, вопреки решению тренеров, буквально насильно выхватил у кого-то "плюсовую" мазь и самостоятельно смазал свои лыжи. Благодаря этому Иван смог опередить нескольких своих соперников и прийти к финишу третьим.
На чемпионате мира-1974 в Фалуне завоевал серебро в эстафетной гонке.
В 1977 году победил в легендарной лыжной гонке Васалоппет, став единственным в истории советским лыжником, побеждавшим в этом марафоне. Иван имел опыт участия в данной гонке и только на третий раз сумел победить в ней. Кроме того в 1980 году победил в знаменитом 70-километровом марафоне «Марчелонга» в Италии, также став единственным победителем среди советских и впоследствии, казахстанских лыжников.
7-кратный чемпион СССР: 30 км (1975), 50 км (1971, 1975), 70 км (1972, 1974, 1975, 1977).